# Bahía Anegada
Bahía Anegada är en vik i Argentina.   Den ligger i provinsen Buenos Aires, i den södra delen av landet, 700 kilometer sydväst om huvudstaden Buenos Aires.